# Liste de films traitant des dictatures militaires dans les pays latino-américains
Cet article dresse, par pays concerné, une liste de films traitant des dictatures militaires dans les pays latino-américains au XXe siècle.

## Argentine

### Films de fiction
- Le Temps de la revanche (Argentine, 1981), de Adolfo Aristarain
- Une sale petite guerre (Argentine, 1983), de Héctor Olivera
- Cuarteles de invierno  (Argentine, 1984), de Lautaro Murúa
- En retirada (Argentine, 1984), de Juan Carlos Desanzo
- Los chicos de la guerra (Argentine, 1984), de Bebe Kamin
- L'Histoire officielle (Argentine, 1985), de Luis Puenzo
- Darse cuenta (Argentine, 1984), de Alejandro Doria
- Tangos, l'exil de Gardel (Argentine/France, 1985), de Pino Solanas
- Hay unos tipos abajo (Argentine, 1985), de Rafael Filipelli
- Le Consul honoraire (Royaume-Uni, 1985) de John Mackenzie
- La nuit des crayons (Argentine, 1986), de Héctor Olivera
- Juan, como si nada hubiera sucedido (Argentine/République fédérale d'Allemagne, 1987), de Carlos Echeverría
- Mirta, de Liniers a Estambul (Sentimientos) (Argentine, 1987), de Jorge Coscia et Guillermo Saura
- Sofía (Argentine, 1987), de Alejandro Doria
- Le Sud (Argentine/France, 1988), de Fernando Ezequiel Solanas
- La amiga (Argentine/République fédérale d'Allemagne, 1988), de Jeanine Meerapfel
- Verónico Cruz (Argentine/ Royaume-Uni, 1988), de Miguel Pereira
- El ausente (Argentine, 1989), de Rafael Filipelli
- La ciudad oculta (Argentine, 1989), de Osvaldo Andéchaga
- 1977, casa tomada (Argentine, 1991), de María Pilotti
- El lado oscuro (Espagne, 1991), de Gonzalo Suárez
- A Wall of Silence (Argentine, 1993), de Lita Stantic
- Buenos Aires Vice Versa (Argentine/Pays Bas, 1996), de Alejandro Agresti
- Cazadores de utopías (Argentine, 1996), de David Blaustein
- La cara del ángel (Argentine, 1998), de Pablo Torre
- Garage Olimpo (Argentine/Italie, 1999) de Marco Bechis
- The Lost Steps (Argentine/Espagne, 2001), de Manane Rodríguez
- Assassination Tango (Argentine/États-Unis, 2001), de Robert Duvall
- Ni vivo, ni muerto (Argentine, 2001), de Víctor Jorge Ruiz
- Kamchatka (Argentine/Espagne, 2002), de Marcelo Piñeyro
- Disparitions (États-Unis, 2002), de Christopher Hampton
- Figli/Hijos (Argentine/Italie, 2002), de Marco Bechis
- Ilusión de movimiento (Argentine, 2003), de Héctor Molina
- Captive (Argentine, 2005), de Gastón Biraben
- Hermanas (Argentine/Brésil/Espagne, 2005), de Julia Solomonoff
- Buenos Aires 1977 (Argentine, 2006), de Israel Adrián Caetano
- Madres (2007), de Eduardo Félix Walger
- La loma - no todo es lo que aparenta (Argentine, 2007), de Roberto Luis Garay
- Complici del silenzio (Argentine/Italie/Espagne, 2009), de Stefano Incerti
- Dans ses yeux (Argentine, 2009), de Juan José Campanella
- Te extraño (Mexique, 2010), de Fabián Hofman
- Das Lied in mir (Allemagne, 2010), de Florian Cossen
- Adopción (Argentine, 2010), de David Lipszyc
- L'Œil invisible (Argentine, 2010), de Diego Lerman
- Matar a Videla (Argentine, 2010), de Nicolas Capelli
- Enfance clandestine (Argentine/Brésil/Espagne, 2011) de Benjamín Ávila
- El premio (Mexique/Argentine/Pologne/France/Allemagne, 2011) de Paula Markovitch
- Verdades verdaderas (Argentine, 2011), de Nicolás Gil Lavedra
- El Clan (Argentine, 2015)  de Pablo Trapero
- Kóblic (Argentine, 2016), de Sebastián Borensztein
- La larga noche de Francisco Sanctis (Argentine, 2016), de Francisco Márquez et Andrea Testa

### Films documentaires
- Las madres de la Plaza de Mayo (Argentine,1985), de Susana Blaustein Muñoz e Lourdes Portillo
- La República perdida II (1986), de Miguel Pérez
- Montoneros, una historia (1994), de Andrés de Tella
- 1977, casa tomada (1997), de María Pilotti
- Por esos ojos (1997), de Gonzalo Arijón e Virginia Martínez
- H. G. O. (1999), de Víctor Bailo e Daniel Stefanello
- The Blonds (Argentine/États-Unis, 2003), de Albertina Carri
- Yo, Sor Alice (es) (2000), de Alberto Marquardt
- Botín de Guerra (2000), de David Blaustein
- (H) Historias cotidianas (2000), de Andrés Habegger
- El Nüremberg Argentino (Juicio a las juntas) (Argentine, 2004), de Miguel Rodríguez Arias et Carpo Cortés
- Mémoire d'un saccage (2004), de Pino Solanas
- Flores de septiembre (Argentine, 2003), de Pablo Osores, Roberto Testa e Nicolás Wainzelbaum
- Nietos: identidad y memoria (2004), de Benjamín Ávila
- Papá Iván (Argentine/Mexique, 2004), de María Inés Roqué
- Historias de aparecidos (2005), de Pablo Torello
- Mundial 78. Verdad o mentira (2008), de  Christian Remoli
- Argentine, les 500 bébés volés de la dictature (France, 2013), de Alexandre Valenti

## Brésil

### Films
- Terre en transe (Brésil, 1967), de Glauber Rocha
- A Opinião Pública (Brésil, 1967), de Arnaldo Jabor
- The Brave Warrior (Brésil, 1968) de Gustavo Dahl
- Fênix (1980)
- Eles não usam Black-Tie (Brésil, 1981), de Leon Hirszman
- Allez Brésil! (Brésil, 1982), de Roberto Farias
- A Freira e a Tortura (1983)
- Sargento Getúlio (Brésil, 1983), de Hermanno Penna
- Nunca Fomos tão Felizes (1984)
- Em Nome da Segurança Nacional (1984)
- Le Baiser de la femme araignée (Brésil/États-Unis, 1985), de Manuel Puig
- Feliz Ano Velho (Brésil, 1985), de Roberto Gervitz
- Pleine lune sur Parador  (États-Unis, 1988), de Paul Mazursky
- Que Bom Te Ver Viva (1989)
- Lamarca (Brésil, 1994), de Sérgio Rezende
- Quatre jours en septembre (Brésil/États-Unis, 1997), de Bruno Barreto
- Ação entre Amigos (1998)
- Dois Córregos - Verdades Submersas no Tempo (1999)
- Tempo de Resistência (2003)
- Cabra-Cega (Brésil, 2004), de Toni Venturi
- Araguaya - A Conspiração do Silêncio (Brésil, 2004), de Ronaldo Duque
- Almost Brothers (Brésil, 2004), de Lúcia Murat
- 1972 (Brésil, 2006), de José Emílio Rondeau
- Zuzu Angel (Brésil, 2006), de Sérgio Rezende
- L'Année où mes parents sont partis en vacances (Brésil, 2006), de Cao Hamburger
- Batismo de sangue (Brésil, 2006), de Helvècio Ratton
- Sonhos e desejos (Brésil, 2006), de Marcelo Santiago
- Cidadão Boilesen (2009)
- Em Teu Nome (2009)
- Peacetime (Brésil, 2009), de Daniel Filho
- Topografia de um Desnudo (2009)
- Lula, The Son of Brasil (Brésil, 2010), de Fábio Barreto
- Hoje (Brésil, 2011), de Tata Amaral
- Uma Longa Viagem (2011)
- Avanti Popolo (Brésil, 2012), de Michael Wahrmann
- A Memória que Me Contam (2012)
- Rio 2096: A Story of Love and Fury (Brésil, 2013), de Luiz Bolognesi - film d'animation
- Tatuagem (Brésil, 2013), de Hilton Lacerda
- Je suis toujours là (Ainda Estou Aqui) - (Brésil, 2024), de Walter Salles

### Films documentaires
- Brazil, a Report on Torture (États-Unis, 1971), de Haskell Wexler
- Jango (Brésil, 1984), de Sílvio Tendler
- Twenty Years Later (Brésil, 1985), de Eduardo Coutinho
- Beyond Citizen Kane (Royaume-Uni, 1993), de Simon Hartog
- Os Dias Com Ele (Brésil, 2013), de Maria Clara Escobar
- O Dia que Durou 21 Anos (Brésil, 2013), de Camilo Tavares
- Em Busca de Iara (Brésil, 2013), de Flavio Frederico
- Hércules 56 (Brésil, 2006), de Sílvio Da-Rin

## Chili

### Films
- Il pleut sur Santiago (Bulgarie/France, 1976), de Helvio Soto
- Noch nad Chili (URSS, 1977), de  Sebastián Alarcón
- El zapato chino (Chili, 1980), de Cristián Sánchez (en)
- Missing (États-Unis, 1982), de Costa-Gavras
- Ardiente paciencia (Chili/Allemagne/Portugal, 1983), de Antonio Skármeta
- A Cor do seu Destino (1986)
- Sweet Country (États-Unis, 1987), de Michael Cacoyannis
- En nombre de Dios (1987), de Patricio Guzmán
- Imagen latente (Chili, 1987), de Pablo Perelman
- A Cor do seu destino (Brésil, 1987), de Jorge Durán.
- Consuelo (Chili/Suède, 1988), de Luis R. Vera
- Sussi (Chili, 1988), de Gonzalo Justiniano
- La Maison aux esprits (Portogallo, Allemagne, Danemark, États-Unis, 1993), de Bille August
- D'amour et d'ombres (Argentine, États-Unis, 1994) de Betty Kaplan
- Amnesia (Chili, 1994), de Gonzalo Justiniano
- La Jeune Fille et la Mort (France/Royaume-Uni/États-Unis, 1994), de Roman Polanski
- Los náufragos (Chili, 1994), de Miguel Littín
- Le Fantôme de Sarah Williams  (États-Unis, 2000), de Keith Gordon
- Salvador Allende (2004), de Patricio Guzmán
- Mi mejor enemigo (Argentine/Chili/Espagne, 2005), de Alex Bowen
- Mon ami Machuca (Chili, 2004), de Andrés Wood
- The Black Pimpernel (Suède, 2007), de Ulf Hultberg
- Tony Manero (Brésil/Chili, 2008), de Pablo Larraín
- Dawson Isla 10 (Chili, 2009), de Miguel Littín
- Santiago 73, post mortem (Chili/Allemagne/Mexique, 2010), de Pablo Larraín
- No  (No) (Chili/France/États-Unis, 2012), de Pablo Larraín
- Carne de perro (es) (Chili, 2012) de Fernando Guzzoni
- La pasión de Michelangelo (Argentine/Chili/France, 2013), de Esteban Larraín
- Colonia (Allemagne, 2015), de Florian Gallenberger

### Films documentaires
- La Bataille du Chili : L'Insurrection de la bourgeoisie (Chili, 1975), de Patricio Guzmán
- La Bataille du Chili : Le Coup d'État militaire (Chili, 1977), de Patricio Guzmán
- La Bataille du Chili : Le Pouvoir populaire (Chili, 1979), de  Patricio Guzmán
- Acta General de Chile (Chili, 1986) de Miguel Littín (tiré des images d'une chronique ayant inspiré L'Aventure de Miguel Littín, clandestin au Chili de Gabriel García Márquez, paru la même année, et ayant motivé la sortie du film)
- Chile: La memoria obstinada (1997), de Patricio Guzmán
- El caso Pinochet (2001), de Patricio Guzmán
- Salvador Allende (2004), de Patricio Guzmán
- Le Juge et le Général (2008), de Patricio Lanfranco et Elizabeth Fanrsworth
- La ciudad de los fotógrafos (2006), de Sebastián Moreno
- Rue Santa Fe (2007), de Carmen Castillo
- El diario de Agustín (Chili, 2008), de Ignacio Agüero
- El edificio de los chilenos (2010), de Macarena Aguiló
- Mi vida con Carlos (2010), de Germán Berger
- Nostalgie de la lumière (2010), de Patricio Guzmán
- La muerte de Pinochet (Chili, 2011), de Bettina Perut et Iván Osnovikoff
- Le Procès Pinochet (2015) de Fabien Lacoudre et Sarah Pick
- Santiago, Italia (2018) de Nanni Moretti

## Salvador
- Salvador (États-Unis, 1986), de Oliver Stone
- Romero, le sang de l'archevêque (États-Unis, 1989), de John Duigan
- Voces inocentes (Mexique, 2004), de Luis Mandoki

## Guatemala
- El Norte (Royaume-Uni/États-Unis, 1983), de Gregory Nava
- L'Enfer de la violence (États-Unis, 1984), de J. Lee Thompson

## Nicaragua
- Under Fire (États-Unis, 1983), de Roger Spottiswoode
- Last Plane Out (États-Unis, 1983), de David Nelson

## Paraguay
- One Man's War (en) (Royaume-Uni, 1991), de Sérgio Toledo (en)

## République dominicaine

### Films
- La Silla (République dominicaine, 1963), de Franklin Dominguez
- In the Time of the Butterflies (États-Unis, 2001), de Mariano Barroso
- The Feast of the Goat (Espagne, 2005), de Luis Llosa
- Trópico de sangre (République dominicaine, 2010), de Juan Delancer

### Films documentaires
- Trujillo: El poder del jefe I (1991), de René Fortunato
- Trujillo: El poder del jefe II (1994), de René Fortunato
- Trujillo: El poder del jefe III (1996), de  René Fortunato

## Uruguay
- État de siège (France, 1972), de Costa-Gavras
- Paisito (es) (Uruguay/Argentine/Espagne, 2008), de Ana Díez
- Masangeles (Polvo nuestro que estás en los cielos) (Uruguay, 2008), de Beatriz Flores Silva
- Compañeros (titre original : La noche de 12 años) (Uruguay, Espagne, France, Argentine, 2018), de Álvaro Brechner

## Opération Condor
- Down Came a Blackbird  (1995), de  Raul Julia e Jonathan Sanger
- Escadrons de la mort, l'école française (2003), Marie-Monique Robin
- Condor (2008)